# Море дьявола

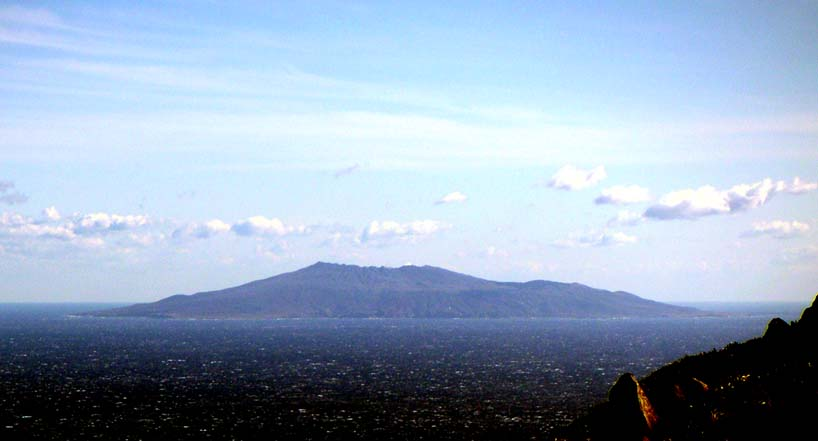
Вид острова Миякедзима

Мо́ре дья́вола (другие названия треугольник дьявола, треугольник дракона, тихоокеанский треугольник, драконов треугольник, Ма-но уми (яп. 魔の海)) — так японские рыбаки окрестили тихоокеанские воды вокруг острова Миякедзима (в 128 км к югу от Токио), расположенные в северной части Филиппинского моря.
Исследователи паранормальной активности сближают эту зону с Бермудским треугольником по той причине, что в ней загадочным образом исчезают корабли и самолёты. В уфологической литературе можно встретить утверждения о том, что в Море дьявола видели корабли-призраки и НЛО.